# Pinchas Zukerman
Pour les articles ayant des titres homophones, voir Zuckerman.
Pinchas Zukerman (né le 16 juillet 1948 à Tel Aviv) est un violoniste, altiste et chef d'orchestre israélien.

## Biographie
Né le 16 juillet 1948, il commence avec son père Yehuda, musicien klezmer, l'étude de la flûte à bec et de la clarinette. Il entre ensuite au conservatoire de Tel-Aviv dans la classe de violon d'Ilona Feher où il est remarqué par le violoniste Isaac Stern et le violoncelliste Pablo Casals. Avec leur soutien, il part en 1962 se perfectionner aux États-Unis, à la Juilliard School dans la classe d'Ivan Galamian. En 1967, son premier prix au 25e Concours Leventritt, partagé avec Chung Kyung-wha, lance sa carrière de soliste et de chambriste.
En parallèle, il mène également une activité de chef d'orchestre.
De 1980 à 1987, il est directeur de l'Orchestre de chambre de Saint-Paul (dans l'État américain du Minnesota) et, depuis avril 1998, il est directeur musical de l'Orchestre du Centre national des arts d'Ottawa, centre avec lequel il a lancé plusieurs projets pédagogiques auprès des jeunes musiciens canadiens.
Enseignant également à la Manhattan School of Music, il fait figure de précurseur en utilisant la vidéoconférence et internet pour donner certains cours.
Sa discographie compte plus d'une centaine de disques, dont deux ont été récompensés par des Grammy Awards.
Au cours de sa carrière, il a joué plusieurs violons de Guarneri del Gesù.
Il a été marié de 1968 à 1985 à la flutiste Eugenia Zukerman (en), de 1985 à 1998 à l'actrice américaine Tuesday Weld. Il est marié à Amanda Forsyth (en), premier violoncelle. En 2003, il a créé son propre ensemble de chambre, les Zukerman Chamber Players (en).

## Discographie
- 1977 - Jean-Marie Leclair : Sonate pour 2 violons en mi mineur, op. 3 no 5 ; Wieniawski : Études-Caprices pour 2 violons, op. 18, no 1 en sol mineur et no 2 en mi bémol majeur ; Johan Halvorsen : Passacaglia sur un thème de Haendel, pour violon et alto, en sol mineur ; Louis Spohr : Duo concertant op. 67 no 2 en ré majeur - Itzhak Perlman, violon. Vinyle, réédité en CD en 1987 (EMI 749321 2).
- 1977 - Hector Berlioz : Harold en Italie, Orchestre de Paris, dir Daniel Barenboim. LP CBS Masterworks 76593
- 1984 - Camille Saint-Saëns : Sonate n°1 en ré pour violon et piano, César Franck, Sonate en la pour violon et piano, Marc Neikrug, piano. CD Philips 416 157-2
- 1988 - Hector Berlioz : Harold en Italie, Orchestre Symphonique de Montréal, dir. Charles Dutoit. CD Decca 421 193-2
- 1991 - Jean-Marie Leclair : Sonate pour 2 violons en fa majeur, op. 3 no 4 - Mozart : Duo pour violon et alto en sol majeur, no 1 K. 423 et le Duo pour violon et alto en si bémol majeur, no 2 K. 424, Itzhak Perlman, violon. CD RCA Victor rd 60735
- 2015 - Brahms : Double concerto - Symphonie no 4 (Analekta), AN2 8782
- 2016 - Trésors Baroques (Analekta), AN2 8783

## Filmographie
- 1975 : Double Jeu (Der Richter und sein Henker) de Maximilian Schell